# Montecristo (cigarr)

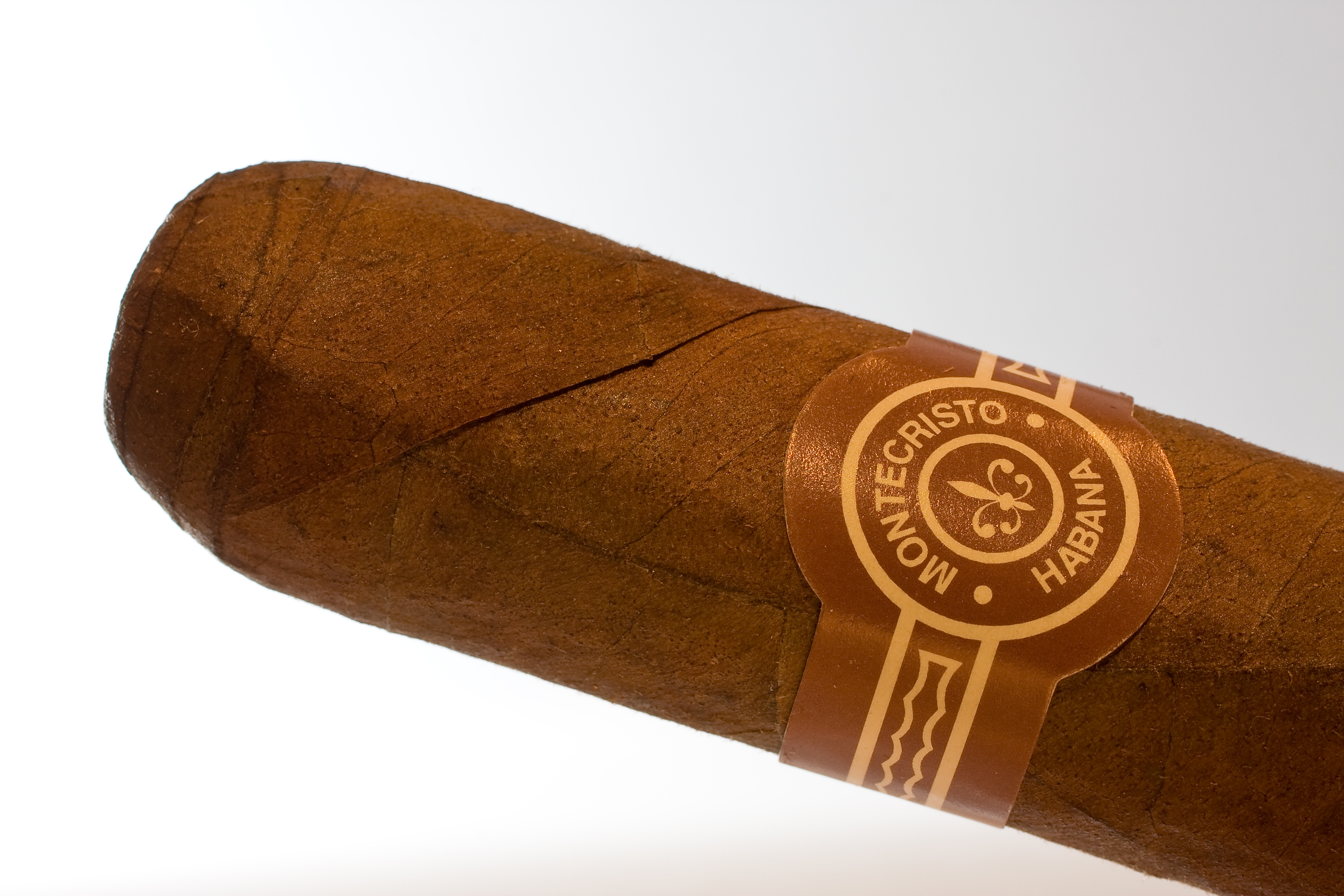
Cigarr av märket Montecristo.

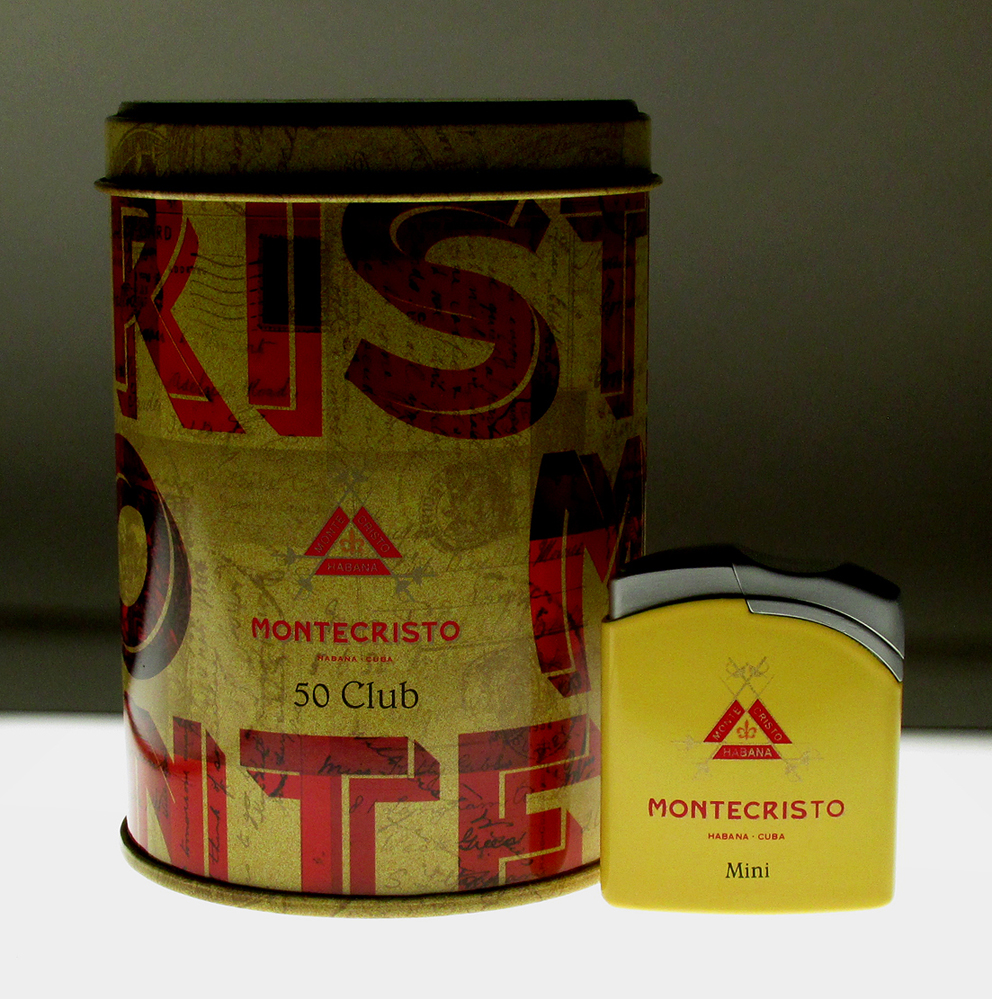
En burk Montecristo cigarrer och tändare.

Montecristo är ett cigarrmärke tillverkat av det kubanska tobaksmonopolet Habanos SA. Tillverkningen sker dels på Kuba, dels i Dominikanska republiken. 
Märket är namngivet efter Alexandre Dumas bok Greven av Monte Cristo.
Montecristo fanns tidigare som snus, tillverkat på licens av Scandinavian Premium Tobacco, men bytte år 2013 namn till Byron.